# Amauroderma fujianense
Amauroderma fujianense är en svampart som beskrevs av J.D. Zhao, L.W. Hsu & X.Q. Zhang 1979. Amauroderma fujianense ingår i släktet Amauroderma och familjen Ganodermataceae.   Inga underarter finns listade i Catalogue of Life.